# Venus Fly Trap
«Venus Fly Trap» es una canción escrita y grabada por la cantautora galesa Marina para su quinto álbum de estudio, Ancient Dreams in a Modern Land (2021). Se publicó como cuarto sencillo del proyecto el 9 de junio de 2021, a través de Atlantic Records, y fue producida por Marina y James Flannigan. El 16 de julio se publicó una remezcla de Kito con Tove Lo.

## Antecedentes y lanzamiento
Venus Fly Trap se lanzó para descarga digital y streaming el 9 de junio de 2021, como cuarto single del álbum, fue la última canción que se estrenó antes del lanzamiento del álbum, y fue anunciada originalmente un mes antes con el sencillo anterior Ancient Dreams in a Modern Land. Marina es la única compositora de Venus Fly Trap y la produjo junto a James Flannigan. El vídeo musical de se estrenó junto con el sencillo, y fue dirigido por Weird Life Films.
El 16 de julio de 2021 se publicó una remezcla del productor y DJ australiano Kito con la participación de la cantautora sueca Tove Lo. La composición adicional corrió a cargo de Lo.

## Composición
Es una canción pop con influencias funk. El estribillo consiste en una pregunta de Marina: "¿Por qué ser una alhelí cuando puedes ser una Venus atrapamoscas?". Otras letras de la canción son "inesperadamente" personales, en particular "Sé que el dinero no es importante, y no significa que seas el mejor / Pero me lo he ganado todo yo misma, y soy una millonaria", según Nick Levine de NME. También resumió el mensaje como un "banger de auto empoderamiento irónico" que hace referencia a su segundo álbum de estudio, Electra Heart (2012). Jessica Fynn, de Clash, compartió una opinión similar, opinando que Marina "revivió líricamente" a sí misma de la época. Red Dziri, de The Line of Best Fit, dijo que Venus Fly Trap compartía la misma energía, pero que era "más agitada" y descarada.

## Recepción
Según Official Charts, Venus Fly Trap alcanzó el número 31 en la lista de ventas de singles, que clasifica las canciones más vendidas de la semana. También alcanzó el número 3 en la lista de singles físicos, y fue la canción de vinilo de mayor éxito de la semana del 20 de mayo de 2022, convirtiéndose en su segundo número uno en la lista después de Purge the Poison. En Estados Unidos, la canción entró en dos listas de radio Billboard. Debutó en la lista Rock Airplay en el número 38 en la publicación del 10 de julio de 2021. En la lista Billboard Alternative Airplay, una lista componente de Rock Airplay, la canción alcanzó un pico ligeramente superior en el número 34.

## Videoclip
El vídeo musical oficial se estrenó el 9 de junio de 2021, junto con el lanzamiento del single. Con producción del colectivo Weird Life, la cantante revive la esencia de los álbumes Electra Heart y The Family Jewels con su pop electrónico y teatral lleno de carisma teñido de sarcasmo en los versos contra el patriarcado y la industria del entretenimiento. En el vídeo musical, la cantante aparece interpretando a una serie de personajes, siempre seguida por un hombre vestido de extraterrestre, antes de que un nuevo personaje contraataque sus batallas perdidas contra Hollywood. Las imágenes parecen poner de relieve los estereotipos femeninos que han surgido a lo largo de la evolución del audiovisual. Están llenas de referencias a obras de éxito. En algunas escenas, Marina aparece con una camiseta con la frase "Harvey Westein Gone to Jail", en apoyo al movimiento #MeToo. El final la presenta haciendo explotar el cartel de Hollywood como símbolo de rebeldía.

## Representaciones en vivo
La primera vez que Marina interpretó Venus Fly Trap, como parte del setlist de su disco de estudio, fue en un concierto virtual emitido un día después del lanzamiento del álbum. También interpretó la canción en el programa Late Night with Seth Meyers el 14 de junio de 2021.

## Posición en listas
| Listas (2021)                                 | Posición más alta |
| --------------------------------------------- | ----------------- |
| Estados Unidos (Billboard - Rock Airplay)     | 38                |
| Reino Unido (Official Charts - Singles Sales) | 31                |
| Reino Unido (Official Charts - Vinyl Singles) | 1                 |

## Remix de Tove Lo
El 14 de julio de 2021, Marina anunció a través de sus redes sociales que se lanzaría un remix de la canción con la cantante sueca Tove Lo, producida por el DJ australiano Kito. La nueva versión de Venus Fly Trap es en gran medida indistinguible de la original, excepto por el querido verso de Tove Lo, que aparece en la primera estrofa de la canción: "Dicen: 'Chica, ¿no sabes que ahora eres una mujer? Muestra algo de clase y agacha la cabeza'". La remezcla con Tove Lo y Kiko se puso a la venta en descarga digital y plataformas de streaming el 16 de julio de 2021.